# 森田成一
森田成一（日语：／ Morita Masakazu，1972年10月21日—）是日本的男性聲優、演員。東京都出身，血型為A型，2021年前隸屬於青二Production，目前所屬Stay Luck。

## 人物簡介
- 特技是劍道、空手道、書道、釣魚。
- 在開始聲優工作前，曾經供职於日本NHK Promotion。當時是以演員活動為主，參加過多部NHK電視台的連續劇或電影的演出。一直到參與2001年發售的PS2「Final Fantasy X」男主角Tidus的配音以及幕後動作模擬之後，才慢慢開始主要是進行聲優方面的活動。並於2003年加入了有名的聲優事務所。
- SQUARE選擇他參與擔任Tidus配音的原因是为了让游戏更有戏剧感，所以希望用演员来替游戏人物配音来代替专业的声优。此外，也曾在Final Fantasy Ⅷ遊戲中擔任Zell的角色幕後動作模擬。
- 於2007年獲得日本第一屆聲優大賞「最佳新人獎（男性聲優）」。

## 參與作品
※擔任主要角色的作品，角色名稱以粗體標示

### 電視動畫
2003年
- 網球王子（田代）
- 洛克人EXE AXESS（城戶篤穗）
- 音速小子X（ウインド・ミル）

2004年
- 海底大冒險（吉諾）
- 陰陽大戰記（吉川八雲）
- 。～Diamond Dust Drops～（悠）
- 機動戰士GUNDAM SEED DESTINY（奧爾．尼達）
- 現視研內特別動畫「不公平抽籤」（Alex）
- 音速小子X（青年克利斯）
- BLEACH（黑崎一護）
- BECK（兵藤）
- （隊員B）
- 真實夢境（コアフェイドゥム、學生A、レスラー少年、泳池的男性們、肉攤老闆、カメラ小僧）
- 熱拳本色（高嶺龍兒）
- ONE PIECE（整備兵）

2005年
- Xenosaga THE ANIMATION（Louis Virgil）
- 名偵探柯南（福間良介）419-420集（拆分版453-454集）
- 棒球大聯盟 第2季（佐藤壽也）

2006年
- 金色琴弦 ～primo passo～（火原和樹）
- Marginal Prince —月桂樹的王子們—（阿魯法雷德·貝斯垦迪）
- 熱拳本色 日美決戰篇（高嶺龍兒）

2007年
- （木乃伊男Balmond）
- BACCANO! －不死之酒－（年輕車掌／珂雷亞·史坦菲爾德、無名#1）
- 名偵探柯南（黒澤直介）478（拆分版518集）
- 棒球大聯盟 第3季（佐藤壽也）
- ONE PIECE（白鬍子海賊團「不死鳥」馬爾科）316集

2008年
- Keroro軍曹（原微波爐）
- デュエル・マスターズ クロス（バベル）
- 艾莉森與莉莉亞（特拉伐斯）
- 棒球大聯盟 第4季（佐藤壽也）

2009年
- 棒球大聯盟 第5季（佐藤壽也）
- 金色琴弦～secondo passo～（火原和樹）
- 戰國BASARA（前田慶次）
- 東之伊甸（結城亮）
- 奇蹟列車～歡迎來到大江戶線～（兩國逸巳）

2010年
- SD鋼彈三國傳BraveBattleWarriors（呂蒙迪傑）
- 怪談餐館（慎一 #15）
- 戰國BASARA貳（前田慶次）
- 神奇寶貝超級願望（伯特）
- 棒球大聯盟 第6季（佐藤壽也、帕克）
- 熱拳本色 影道篇（高嶺龍兒）
- 爆漫王（公司職員〈平丸一也〉）

2011年
- 虎與兔（巴納比·布魯克斯二世）
- 爆漫王。2（平丸一也）
- 熱拳本色 世界大會篇（高嶺龍兒）
- ONE PIECE（海兵）

2012年
- 機動戰士鋼彈AGE（羅迪·馬度納）
- 王者天下（信）
- Battle Spirits 霸王（月島タスケ）
- 爆漫王。3（平丸一也）

2013年
- 王者天下2（信、田慈）
- 鑽石王牌（丹波光一郎）
- 八犬傳－東方八犬異聞－第二期（葉月）

2014年
- 金色琴弦 Blue♪Sky（火積司郎、火原和樹）
- 戰國BASARA Judge End（前田慶次）
- 境界觸發者（三輪秀次）
- 巴哈姆特之怒 GENESIS（阿薩謝爾）
- 晨曦公主（季夏〈白龍〉）

2015年
- 蒼穹之戰神 EXODUS（比利·莫甘）
- 死亡遊行（立石洋介）
- 黑子的籃球 第三期（灰崎祥吾）
- 鑽石王牌 第2季（丹波光一郎）
- 蠟筆小新（青年）
- 亞爾斯蘭戰記（查迪）
- 七龍珠超（维斯、複製貝吉塔）
- K RETURN OF KINGS（御芍神紫）

2016年
- 至高指令（星宮映司）
- Rewrite（天王寺瑚太朗）
- 亞爾斯蘭戰記 風塵亂舞（查迪）
- 烏龍派出所 THE FINAL 兩津勘吉最後的一天（綁匪部下）
- 虎面人W（岡田·和親）

2017年
- Rewrite 2nd Season -Moon篇 Terra篇-（天王寺瑚太朗）
- 巴哈姆特之怒 VIRGIN SOUL（阿薩謝爾[1]）
- 戰刻夜血（柴田勝家）

2018年
- 棒球大聯盟2nd（佐藤壽也）
- 夢王國與沉睡中的100位王子殿下（羅索[2]）
- 學園BASARA（前田慶次[3]）

2019年
- 鬼太郎（第6作）（俊[4]）
- 聖鬥士星矢 聖鬥少女翔（天馬星座的星矢[5]）
- 鑽石王牌 act II（丹波光一郎）
- 文豪Stray Dogs 第3期（桂正作）
- 黑色五葉草（萊亞）87集後

2020年
- 王者天下3（信）
- 棒球大聯盟2nd（第2期）（佐藤壽也）
- 名偵探柯南（大出房矢）990-991集（拆分版1047-1048集）

2021年
- 境界觸發者 2nd season（三輪秀次）
- 通靈王（第2作）（喪助）
- 鍵等（天王寺瑚太朗）
- 境界觸發者 3rd season（三輪秀次）

2022年
- 相愛相殺（尼卡）
- 王者天下4（信）
- 鍵等2（天王寺瑚太朗）
- BLEACH 千年血戰篇（黑崎一護）

2023年
- 英雄傳說 閃之軌跡 北方戰役（雷克特·亞蘭德爾[6]）
- BLEACH 千年血戰篇-訣別譚-（黑崎一護[7]）

2024年
- 王者天下5（信[8]）
- Delico's Nursery（達利·德里克[9]）
- BLEACH 千年血戰篇-相剋譚-（黑崎一護[10]）

2025年
- 戰隊大失格 2nd season（西木正志[11]）
- 王者天下6（信[12]）

2026年
- BLEACH 千年血戰篇-禍進譚-（黑崎一護[13]）

### 網絡動畫
2018年
- 超級龍珠英雄（维斯）

### OVA動畫
2003年
- 機動新撰組 萌之劍（巡査A）

2004年
- Interlude （主人公 / 相沢尚也）
- in Seventh Heaven（機關士）
- 不平衡抽籤（亞歷克斯）
- BLEACH Memories in the rain（黑崎一護）

2005年
- BLEACH The sealed sword frenzy（黑崎一護）
- 撲殺天使朵庫蘿（山崎先生）
- Final Fantasy VII 降臨神子 ※動作捕捉演員

2006年
- 聖鬥士星矢 冥王黑帝斯 冥界篇 前章（天馬座 星矢〈二代目〉）

2007年
- Sweet Junction SPECIAL-DVD『FOOLISH3-SANBAKATAISHOW-』
- 聖鬥士星矢 冥王黑帝斯 冥界篇 後章（天馬座 星矢〈二代目〉）
- 撲殺天使朵庫蘿2（山崎先生、名人B）

2008年
- KITE LIBERATOR（我賀倫）
- 聖鬥士星矢 冥王黑帝斯 極樂世界篇（天馬座 星矢〈二代目〉）
- 七龍珠Z 唷!歸来的孫悟空與夥伴們!!（塔布爾）
- BLEACH 護廷十三屋台大作戰（黑崎一護）

2010年
- 棒球大聯盟 ~Message~（佐藤壽也）

2011年
- 超自然檔案 THE ANIMATION（查理）
- 棒球大聯盟 世界大賽篇 通往夢想的瞬間（佐藤壽也）

2012年
- 棒球大聯盟 世界大賽篇 通往夢想的瞬間（完全版）（佐藤壽也）

2015年
- 晨曦公主 OAD1 肩負之物（季夏〈白龍〉）
- 至高指令（星宮映司）

2016年
- 晨曦公主 OAD2 「最初的龍」（季夏〈白龍〉、 古恩（古遠）〈初代白龍〉）
- 晨曦公主 OAD3 「赤紅之星升起」「今天好好休息吧」（季夏〈白龍〉）

2017年
- 文豪Stray Dogs 第2期（桂正作） ※漫畫第13卷限定版附贈

### 劇場版動畫
2000年代
- BLEACH 死神：劇場版－無人的記憶（2006年、黑崎一護）
- BLEACH 死神：劇場版－鑽石星塵的反叛：另一把冰輪丸（2007年、黑崎一護）
- BLEACH 死神：劇場版 Fade to Black 呼喚你的名字（2008年、黑崎一護）
- 劇場版 東之伊甸（2009 - 2010年、結城亮）

2010年代
- BLEACH 死神：劇場版 地獄篇（2010年、黑崎一護）
- 戰國BASARA -The Last Party- -（2011年、前田慶次）
- 劇場版 TIGER & BUNNY -The Beginning- （2012年、巴納比·布魯克斯二世）
- SHORT PEACE『火要鎮』（2013年、松吉）
- 七龍珠Z 神與神（2013年、维斯）
- 劇場版 K -The Missing Kings-（2014 - 2018年、御芍神紫）
- 劇場版 TIGER & BUNNY -The Rising- （2014年、巴納比·布魯克斯二世）
- 七龍珠Z 復活的「F」 （2015年、维斯）
- 七龍珠超 布羅利 （2018年、维斯）

2020年代
- 七龍珠超 超級英雄（2022年、维斯）
- 劇場版 Collar×Malice -deep cover-（2023年、柳愛時[14]）

### 遊戲
1999年
- Final Fantasy VIII（塞魯·迪恩、席德·克雷瑪）動作捕捉演員

2001年
- Final Fantasy X（提達）

2002年
- 王國之心（提達）

2003年
- 金色琴弦（火原和樹）
- Final Fantasy X-2（提達、修因）

2004年
- 機動戰士鋼彈SEED DESTINY（奧爾·尼達）
- 決戰III（森蘭丸、上杉景勝）
- 召喚夜響曲 鑄劍物語2（奥格、雷吉）
- 網球王子RUSH & DREAM!（田代）
- 幕末恋华 新选组（日语：幕末戀華 新選組）（近藤勇）
- 鼻毛真拳 爆鬥恥毛大戰（日语：ボボボーボ・ボーボボ 爆闘ハジケ大戦）（哈利庫拉尼）
- 秋之回憶：從今以後（爺）

2005年
- 交響詩篇TR1:NEW WAVE（史蒂芬·比森）
- 機動戰士鋼彈SEED 連合vsZ.A.F.T.（奧爾·尼達）
- 真·三國無雙4（龐德）動作捕捉演員
- 真·三國無雙4 猛將傳（龐德）
- 真·三國無雙4 Special（龐德）
- SCAR-RED 天之狼 地之疾風（牙）
- 天外魔境III Namida（天草四郎）
- BLEACH系列（黑崎一護）
  - BLEACH 死神 ～炙熱之魂～
  - BLEACH 死神 ～被選上的靈魂～
  - BLEACH 死神 Advance 染紅的屍魂界
  - BLEACH 死神 GC 面對黃昏的死神
- 鼻毛真拳 脫出!!（日语：ボボボーボ・ボーボボ 脱出!!ハジケ・ロワイアル）（哈利庫拉尼）
- Marginal Prince —月桂樹的王子們—（阿爾弗雷德·維斯肯迪）
- 水之旋律（加加良愁一）
- Yo-Jin-Bo ～命运的弗洛伊德～（不知火用三郎）

2006年
- 交響詩篇NEW VISION（史蒂芬·比森）
- 空戰奇兵0：貝爾坎戰爭（Patrick James Beckett）
- SD鋼彈G世代系列（奧爾．尼達）
- 機動戰士鋼彈SEED DESTINY 連合vsZ.A.F.T.II（奧爾·尼達）
- 真·三國無雙4 帝王傳（龐德）
- 戰國BASARA2（前田慶次）
- 心跳回憶 Girl's Side 2nd Kiss（佐伯瑛）
- 魔法氣泡系列（雪卓·維積）
- BLEACH系列（黑崎一護）
  - BLEACH 死神 ～炙熱之魂～3
  - BLEACH 死神 ～解放的野心～
  - BLEACH 死神 ～刀刃戰士～
  - BLEACH 死神 DS 遨於蒼天的命運
  - BLEACH 死神 Wii 白刃閃耀圓舞曲
- 水之旋律2 ～緋之記憶～（加加良愁一）
- 秋之回憶：從今以後again（爺）
- 約束之地（利達）

2007年
- （辻圭太）
- 金色琴弦2（火原和樹）
- 金色琴弦2 再演奏（火原和樹）
- 真·三國無雙Online（龐德）
- 超級機器人大戰系列Scramble Commander the 2nd（奧爾．尼達）
- 戰國BASARA2 英雄外傳（前田慶次）
- 聖鬥士星矢 冥王哈迪斯十二宮篇（天馬座 星矢）
- 心跳回憶 Girl's Side 2nd Kiss（佐伯瑛）
- BLEACH系列（黑崎一護）
  - BLEACH 死神 ～炙熱之魂～4
  - BLEACH 死神 ～刀刃戰士2nd～
  - BLEACH 死神 DS 2nd 黑衣閃耀鎮魂歌
- 無雙大蛇（龐德）
- 約束之地SPECIAL EDITION（利達）

2008年
- 紅線DS（高橋陸）
- 超級機器人大戰Z（奧爾．尼達）
- 戰國BASARAX（前田慶次）
- 心跳回憶 Girl's Side 2nd Kiss（佐伯瑛）
- Final Fantasy 紛爭（提達）
- BLEACH系列（黑崎一護）
  - BLEACH 死神 ～炙熱之魂～5
  - BLEACH 死神 ～靈魂狂歡節～
  - BLEACH 死神 三度幻影
  - BLEACH 死神 聖戰對決
- 無雙OROCHI 蛇魔再臨（龐德）
- 棒球大聯盟 Wii 投出螺旋球吧！（佐藤壽也）
- 棒球大聯盟 Wii 完美終結者（佐藤壽也）

2009年
- 紅線destiny DS（高橋陸）
- 金色琴弦2f（火原和樹）
- 金色琴弦2f 再演奏（火原和樹）
- SIGNAL（日语：SIGNAL (ゲーム)） DS（寶篠院·諾恩·倭）
- 戰國BASARABattle Heroes（前田慶次）
- Final Fantasy 紛爭（提達）
- BLEACH系列（黑崎一護）
  - BLEACH 死神 ～炙熱之魂～6
  - BLEACH 死神 ～靈魂狂歡節～2
  - BLEACH 死神 DS 4th 火焰使者
- 無雙OROCHI Z（龐德）

2010年
- 金色琴弦3（火積司郎、火原和樹）
- 王國之心 編碼重製版（提達）
- 戰國BASARA3（前田慶次）
- 堕天使的甜蜜诱惑×快感指令（日语：快感フレーズ）（永井良彦）
- Deadstorm Pirates（埃里克·摩根）
- 七龍珠英雄（維斯、塔布爾）
- 七龍珠 迅猛炸裂2（塔布爾）
- BLEACH 死神 ～炙熱之魂～7（黑崎一護）
- 風色幻想Online（萊納斯）
- 航海王大決戰！（馬爾科）

2011年
- 解放之刃雷克斯（樊古）
- 英雄傳說VII零之軌跡（雷克特·亞蘭德爾）
- 死神與少女（貝爾赫爾姆·猫田）
- 真·三國無雙6 猛將傳（龐德）
- 真·三國無雙 Next（龐德）
- 聖鬥士星矢戰記（天馬座 星矢）
- 戰國BASARACHRONICLE HEROS（前田慶次）
- 戰國BASARA3 宴（前田慶次）
- Final Fantasy 紛爭012（提達）
- 七龍珠 究極任務（英雄頭像）
- 爆漫王。 漫畫家之道（平丸一也）
- BLEACH 死神～靈魂引爆～（黑崎一護）
- 無雙大蛇2（龐德）
- Rewrite（天王寺瑚太朗）
- 航海王 無限巡航 SP（馬爾科）
- 航海王大決戰！2 新世界（馬爾科）

2012年
- 英雄傳說VII零之軌跡 Evolution（雷克特·亞蘭德爾）
- 機動戰士鋼彈AGE宇宙加速/宇宙驅動（オリジナルアバター）
- 王者天下激突パズル無双（信）
- 戀愛不受校規限制（石原良雲）
- 真·三國無雙6 帝王傳（龐德）
- 聖鬥士星矢銀河卡牌戰鬥（天馬座 星矢）
- TIGER & BUNNYオンエアジャック（巴納比·布魯克斯二世）
- 24點的鐘聲與灰姑娘～Halloween Wedding～（達米安）
- 戀愛爆彈炸彈★判斷（芽御師航大）
- 幕末志士的戀愛事情 iOS版（高杉晉作）
- BLEACHソウルマスターズ（黑崎一護）
- Rewrite Harvest festa!（天王寺瑚太朗）

2013年
- 金色琴弦3 全語音Special（火積司郎）
- 王者天下 - 春秋戰國大戰 -（信）
- 白露怪談（中町伸）
- 真·三國無雙7（龐德）
- 真·三國無雙7 猛將傳（龐德）
- 聖鬥士星矢勇敢的士兵（天馬座 星矢）
- TIGER & BUNNY～HERO'S DAY～（巴納比·布魯克斯二世）
- Final Fantasy X-2（提達）
- 魔法氣泡系列（雪卓·維積、黑崎一護、天馬星座的星矢、巴納比）
- 無雙大蛇2Ultimate（龐德）
- 航海王 海賊無雙（馬爾科）
- 英雄傳說 閃之軌跡（雷克特·亞蘭德爾）

2014年
- 英雄傳說VII碧之軌跡 Evolution（雷克特·亞蘭德爾）
- 英雄傳說 閃之軌跡II（雷克特·亞蘭德爾）
- CV ～Casting Voice～（久保園敦史）※DLC追加角色
- 金色琴弦3 AnotherSky feat.天音學園（火積司郎）
- 金色琴弦3 AnotherSky feat.至誠館（火積司郎、火原和樹）
- 金色琴弦3 AnotherSky feat.神南（火積司郎）
- 十字召喚師 -CROSS SUMMONER-（主人公）
- 3594e -三國志英歌-（劉備）
- 十三支演義 ～偃月三國傳2～（周瑜）
- Jump超級群星會（星矢、黑崎一護）
- 真·三國無雙7 帝王傳（龐德）
- 戰國BASARA4（前田慶次）
- 時空幻境羈絆（凱撒）
- 七龍珠ZBATTLE OF Z（維斯）
- 封印勇者!主島與天空迷宮
- BLEACH系列（黑崎一護）
  - BLEACH 死神卍解戰鬥
  - BLEACH 死神 ～死神決戰編～
- 航海王 超級偉大航路之爭 X（馬爾科）
- 航海王 ワンピースキングス（馬爾科）

2015年
- 亞爾斯蘭戰記×無雙 （查迪）
- 王者天下 - 英雄的系譜 -（信）
- 十三支演義 ～偃月三國傳1·2～（周瑜）
- 巴哈姆特之怒（阿薩謝爾）
- 聖鬥士星矢 鬥士之魂（天馬座 星矢）
- 戰國BASARA4 皇（前田慶次）
- Final Fantasy 紛爭 (2015年遊戲)（提達）
- 七龍珠 Xenoverse（維斯）
- 七龍珠Z 超究極武鬥傳（維斯）
- BLEACH: Brave Souls（黑崎一護）
- 莫比烏斯 Final Fantasy（閃電球）DLC追加角色
- WORLD END ECLIPSE（巴吉爾）
- 境界觸發者 無國境使命（三輪秀次）
- 航海王 トレジャークルーズ（不死鳥馬爾科）

2016年
- 英雄傳說VI 空之軌跡the 3rd Evolution（雷克特·亞蘭德爾）
- ELCHRONICA（阿倫）
- Collar×Malice（柳愛時）
- 金色琴弦4（火積司郎）
- 王者天下 セブンフラッグス（信）
- 碧藍幻想（缪恩、阿薩謝爾）
- 三國志大戰（第2期）（夏侯惇、曹彰、朱靈、関興、孫堅、徐盛、閻行、公孫瓚、荀攸、徐栄、胡車児、顔良、関興、曹叡、孫楚、沈瑩）
- 闇影詩章（阿薩謝爾、精靈鳥、列奧尼達斯、神器重塑者）
- 數亂digit（玖折巡）
- 聖鬥士星矢 ゾディアックブレイブ（天馬座 星矢）
- 戰國BASARA 真田幸村傳（前田慶次）
- 天下統一戀之亂Love Ballad（石田三成）
- 七龍珠 異戰2（維斯）
- 七龍珠 ZENKAIバトルロイヤル（維斯）
- 文豪與鍊金術師（高村光太郎）
- 夢王國與沉睡中的100位王子殿下（羅索）
- 新娘夢工廠（火積司郎）
- Rewrite+（天王寺瑚太朗）
- Final Fantasy世界（提達）
- 境界觸發者 擊碎邊界（三輪秀次）
- 航海王 BURNING BLOOD（馬爾科）

2017年
- Rewrite IgnisMemoria（天王寺瑚太朗）
- 最終幻想紛爭：全集（提達）
- 戰刻夜想曲（柴田勝家）
- 暗影之石（浄魔の狩人デズモンド）
- BLEACH PARADISE LOST（黑崎一護）
- 英雄傳說 閃之軌跡III（雷克特·亞蘭德爾）
- 骰動人生好運道　DRAGON QUEST＆FINAL FANTASY　30th ANNIVERSARY（提達）
- 莫比烏斯 Final Fantasy（提達）
- 金色琴弦2 ff（火原和樹）

2018年
- Final Fantasy 紛爭NT（提達）
- DRAGON BALL FighterZ（維斯）
- 真·三國無雙8（龐德）
- 王者天下 乱 -天下統一への道- （信）
- Collar×Malice -Unlimited-（柳愛時）
- 無雙OROCHI 蛇魔3（龐德）
- 英雄傳說 閃之軌跡IV -THE END OF SAGA-（雷克特·亞蘭德爾）
- 片恋いコントラスト -way of parting- 第二巻 後輩×主人公×先輩（桐阪保）
- 假面騎士大亂鬥 GANBARIDE（Gold Drive）
- 格式塔・奧丁（天王寺瑚太朗）
- 夢間集（楊家槍）
- 傳說對決 -Arena of Valor-（亞瑟）

2019年
- 金色琴弦 Octave（火原和樹、火積司郎）
- JUMP FORCE（星矢、黑崎一護）
- EVEシリーズ（市種悠馬）
- 怪物彈珠（黑崎一護、提達、巴納比·布魯克斯二世、信）
- 戰刻夜想曲 光盟（柴田勝家）
- 戰國BASARA バトルパーティー（前田慶次）
- 逆轉奧賽羅尼亞（羅賓漢、黑崎一護）
- 英雄傳說 曉之軌跡（雷克特·亞蘭德爾）
- 言靈戰士（雪卓·維積、巴納比·布魯克斯二世）
- 妖怪手錶 噗尼噗尼（提達）
- 鍊神之星（南雲士郎）
- 無雙OROCHI 蛇魔3 Ultimate（龐德）

2020年
- 第七史詩（烈火汀果）
- 聖鬥士星矢 閃耀鬥士（天馬座 星矢）
- Collar×Malice for Nintendo Switch（柳愛時）
- 彈射世界（龍之守護者 利姆尼斯）
- 七龍珠Z 卡卡洛特（維斯）
- 陰陽師本格幻想RPG（黑崎一護）
- Dragalia Lost ～失落的龍絆～（阿薩謝爾、馬爾卡）
- 英雄傳說 創之軌跡（雷克特·亞蘭德爾）
- Collar×Malice -Unlimited- for iOS＆Android（柳愛時）
- 聖鬥士星矢 ライジングコスモ（天馬座 星矢）
- BLEACH Soul Rising（黑崎一護）

2021年
- 金色琴弦 Starlight Orchestra（龍崎疾風、火原和樹）
- 王者天下 DASH!!（信）
- 白貓Project（黑崎一護）
- 女友伴身邊（惡兄貴）
- 戰姬絕唱SYMPHOGEARXD UNLIMITED（天馬座 星矢）
- 幕末恋华 新选组（日语：幕末戀華 新選組） 尽忠報国の士（近藤勇）
- 神域召喚（黑崎一護）
- 原神（托馬）
- 貞子M - 未解決事件探偵事務所（栢原隆一）
- 時空幻境：鏡光傳奇（巴納比·布魯克斯二世）
- 真·三國無雙8 帝王傳（龐德）

2022年
- セガNET麻雀 MJ（雪卓·維積）
- 英傑大戰 三千世界的波動（信）
- 龍族拼圖（信、馬爾科）
- 異度神劍3（波雷艾里斯）
- 十三支演義 ～偃月三國傳1·2 for Nintendo Switch（周瑜）
- 始皇帝の道へ：七雄の争い（張儀、扁鵲、鬼谷子）

2023年
- 假面騎士大亂鬥 GANBA LEGENDS（Gold Drive）
- 超級機器人大戰DD（奧爾·尼達）
- 英雄傳說 閃之軌跡 Northern War（雷克特·亞蘭德爾）

### 特攝
- 獸電戰隊強龍者（デーボ・タナバンタ）
- 假面騎士Drive (蛮野天十郎/假面騎士Gold Drive)

### 幕後動作模擬
- 遊戲「真·三國無雙系列」（龐德）
- 遊戲「Final Fantasy Ⅷ」（Zell等）
- 遊戲「Final Fantasy X」（Tidus等）
- 遊戲「Final Fantasy X-2」（Tidus、Shuyin等）
- 動畫「Final Fantasy Ⅶ ADVENT CHILDREN」

### 廣播節目
- 電擊大賞（和女性偶像柏木貴代共同主持）
- Sweet Junction（與聲優森久保祥太郎、杉田智和共同主持）
- Yo-Jin-Bo森田成一俺＝Yo
- BLEACH "B" STATION
- （與聲優森川智之共同主持）

### 線上節目
- BLEACH-FAN『森田君一護一笑FIRE！』

### 音樂CD．廣播劇CD
- 英雄傳說VI 空之軌跡（雷克多·亞蘭德爾）
- Final Fantasy X「feel/Go Dream」
- Final Fantasy X Vocal Collection
- 死與她與我
- 灼眼的夏娜（原作版）
- 撲殺天使
- 金色琴弦～espressivo～
- 金色琴弦～espressivo2～
- 金色琴弦～fantasmagoria～
- 金色琴弦～～
- 金色琴弦～～
- 金色琴弦～～
- 金色琴弦～～
- 金色琴弦～divertimento～
- 金色琴弦～primo passo～ 角色系列０ -前奏曲-
- 金色琴弦～primo passo～ 角色系列１ -火原編-
- 金色琴弦～primo passo～ 古典音樂系謝 -第１選拔編-
- 幕末戀華 新選組 Original Soundtrack
- 幕末戀華 新選組 Character Song & Drama CD
- BLEACH BEAT COLLECTION -ICHIGO KUROSAKI-
- BLEACH BEAT COLLECTION -URYU ISHIDA-
- BLEACH BEAT COLLECTION 2nd SESSION -ICHIGO KUROSAKI/ZANGETSU-
- RADIO DJCD BLEACH "B" STATION Vol.1
- RADIO DJCD BLEACH "B" STATION Vol.2
- RADIO DJCD BLEACH "B" STATION Vol.3
- RADIO DJCD BLEACH "B" STATION Vol.4
- RADIO DJCD BLEACH "B" STATION Vol.5
- RADIO DJCD BLEACH "B" STATION Vol.6
- 機動戰士GUNDAM SEED DESTINY CD Vol.7 Auel×Sting
- Marginal Prince Songs 1
- Marginal Prince Songs 2
- 熱拳本色1 Character Songs
- Yo-Jin-Bo～～ ROCKS
- Yo-Jin-Bo～～ ROCKS 斬
- Yo-Jin-Bo
- Yo-Jin-Bo
- 非公認！聖飢魔Ⅱ Cover Album「VOICE」
- 水之旋律 Character Song～二人之Another Story DropⅢ～ 一謠
- 朗讀CD「不思議工房症候群」EPISODE.11「闇」
- 心跳回憶 Girl's Side 2nd Kiss 初回限定生產特典CD
- 心跳回憶 Girl's Side 2nd Kiss 短編廣播劇集「Seaside Sketches」
- 百歌声爛-男性声優編-

### 外語作品日語配音
- 歌舞青春（Troy Bolton）

### 旁白
- LOTTE電視廣告配音

### 演員活動
- NHK電視台早晨連續劇
- NHK電視台月曜連續劇
- NHK電視台
- NHK BS電視台連續劇
- 電影
- 電影
- 聲優單元劇「gift--」

### 電視節目
- TBS電視台節目單元（本人出演）
- TBS電視台「HERO'S」總和格鬥技（現場播報員）

## 外部連結
- Stay Luck事務所公開簡歷 （页面存档备份，存于）（日語）
- 森田成一Twitter （页面存档备份，存于） （日語）
- 事務所公開簡歷 （页面存档备份，存于）（日語）